# Charlotte Radspieler
Charlotte Radspieler (* 21. Juni 1910; † 19. September 1967 in Berlin) war eine deutsche Schauspielerin und Synchronsprecherin.

## Leben
Charlotte Radspieler hatte nach ihrer künstlerischen Ausbildung ihr erstes nachweisbares Festengagement 1933 am Stadttheater von Bamberg angetreten. Seit 1935 wirkte sie in Spielfilmen mit. In Der Klosterjäger erhielt sie als Gittli eine Hauptrolle, dann trat sie jedoch in den Hintergrund. Erst in ihrem letzten Kinofilm Clarissa hatte sie wieder einen größeren Part neben der Titelheldin Sybille Schmitz. In den Jahren 1940 und 1943 agierte sie in Franz Grillparzers Stück Das goldene Vlies an der Volksbühne.
Nach Kriegsende wirkte sie in einigen Fernsehproduktionen mit und arbeitete für den Rundfunk in Berlin. Im Jahr 1961 trat sie an der Komödie auf. Bedeutung  hatte  Radspieler auch als Synchronsprecherin. Unter anderem lieh sie Brenda Marshall in Der Herr der sieben Meere und Dorothy McGuire in Die Wendeltreppe (The Spiral Staircase) ihre Stimme. Sie wurde auf dem Friedhof Heerstraße an der Trakehner Allee beigesetzt.

## Filmografie
- 1935: Ehestreik
- 1935: Großreinemachen
- 1935: Der Klosterjäger
- 1935: Henker, Frauen und Soldaten
- 1935: Knockout – Ein junges Mädchen, ein junger Mann
- 1935: Der Schlafwagenkontrolleur
- 1937: Spiel auf der Tenne
- 1941: Clarissa
- 1954: Streit um Percy
- 1954: Sie kommen immer in der Nacht
- 1956: Der Prozeß Mary Dugan
- 1965: Unser Pauker – Der Diebstahl

## Hörspiele
- 1945: Gotthold Ephraim Lessing: Nathan der Weise (Nathans Tochter) – Bearbeitung und Regie: Hannes Küpper (Berliner Rundfunk)
- 1946: Johann Wolfgang von Goethe: Torquato Tasso (Leonore Sanvitale) – Regie: Hannes Küpper (Berliner Rundfunk)
- 1947: John Boynton Priestley: Die fremde Stadt – Bearbeitung und Regie: Hedda Zinner (Berliner Rundfunk)
- 1947: George Bernard Shaw: Major Barbara (Major Barbara) – Regie: Hannes Küpper (Berliner Rundfunk)
- 1947: Hans Sattler: Der Weg aus dem Dunkel – Regie: Alfred Braun (Berliner Rundfunk)